# ロイヤル・レミントン・スパ
ロイヤル・レミントン・スパ （Royal Leamington Spa）は、イングランド・ウォリックシャーのタウン。行政上は、ウォリックに属している。2011年国勢調査での人口は49,491人であった。スパ施設のあるスパタウンである。19世紀イングランドで最も急速に発展したエリアの1つであった。1086年のドゥームズデイ・ブックには、Lamintone と記述されていた。

## 姉妹都市
- - ソー, フランス
- - ブリュール, ドイツ
- - ヘームステーデ, オランダ
- - ホメリ, ベラルーシ

## 出身人物
- アレイスター・クロウリー - 神秘主義者、魔術師
- クリスチャン・ホーナー - レーシングドライバー、レッドブル・レーシング代表
- ジョン・ヒックス - 経済学者
- ベン・フォスター - サッカー選手
- アーネスト&ウィリアム・レンショー - テニス選手
- ラズル (en)  - ハノイ・ロックスのドラマー